# مقاطعة موهاف (أريزونا)
مقاطعة موهاف (بالإنجليزية: Mohave County)‏ هي إحدى مقاطعات ولاية أريزونا في الولايات المتحدة الأمريكية.